# Journal of Glaucoma
Journal of Glaucoma (skrót: J Glaucoma) – naukowe czasopismo okulistyczne o zasięgu międzynarodowym; wydawane w Stanach Zjednoczonych od 1993. Tematyka publikacji skupia się na jaskrze. Oficjalny organ American Glaucoma Society (Amerykańskiego Towarzystwa Jaskry). 
Czasopismo ukazuje się 12 razy w roku. Wydawcą jest amerykański Lippincott, Williams & Wilkins, będący częścią holenderskiego koncernu Wolters Kluwer. Czasopismo jest recenzowane i zorientowane na publikowanie prac dotyczących klinicznych, naukowych oraz socjoekonomicznych aspektów jaskry. W każdym wydaniu ukazują się prace oryginalne dotyczące nowych metod diagnostycznych, technik chirurgicznych oraz terapii farmakologicznych, a także wyniki badań podstawowych, które mają wpływ na praktykę kliniczną związaną z postępowaniem wobec pacjentów z jaskrą.
Redaktorem naczelnym (ang. editor-in-chief) „Journal of Glaucoma" jest Jeffrey M. Liebmann związany z nowojorskim Uniwersytetem Columbia. W skład rady redakcyjnej czasopisma wchodzą okuliści z różnych klinik w USA oraz niektórych ośrodków spoza Stanów.
Pismo ma współczynnik wpływu impact factor (IF) wynoszący 2,102 (2016) oraz wskaźnik Hirscha równy 75 (2017). W międzynarodowym rankingu SCImago Journal Rank (SJR) mierzącym wpływ, znaczenie i prestiż poszczególnych czasopism naukowych „Journal of Glaucoma" zostało sklasyfikowane na 22. miejscu wśród czasopism okulistycznych (na podstawie średniej liczby ważonych cytowań w latach 2013–2015). W polskich wykazach czasopism punktowanych przez Ministerstwo Nauki i Szkolnictwa Wyższego czasopismo otrzymało kolejno: 25-30 pkt (w latach 2013–2016) oraz 70 pkt (2019).